# IC 2637
IC 2637 ist eine elliptische Galaxie mit aktivem Galaxienkern vom Hubble-Typ E0 im Sternbild Löwe an der Ekliptik. Sie ist schätzungsweise 387 Millionen Lichtjahre von der Milchstraße entfernt und hat einen Durchmesser von etwa 90.000 Lj.

Im selben Himmelsareal befinden sich u. a. die Galaxien IC 676, IC 2639, IC 2648, IC 2676.
Die Typ-I-Supernova SN 1989G wurde hier beobachtet.
Das Objekt wurde am 27. März 1906 von Max Wolf entdeckt.